# Око Времени
Око Времени — научно-фантастический роман Артура Кларка и Стивена Бакстера, написанный в 2003 году. Роман является первой частью трилогии «Одиссея времени».

## Сюжет
Двое гоминид - мать и дочь, живших 2 млн лет назад, захвачены в плен людьми в красных мундирах, которые оказываются солдатами армии Британской империи XIX века.
В 2037 году беспокойная Северо-Западная пограничная провинция Пакистана, граничащая с Афганистаном, патрулируется миротворцами ООН. Вертолет «Маленькая птичка» с американскими уорент-офицерами сбивает из РПГ местный повстанец. 
После вынужденной посадки, команда вертолета встречает солдат в красных мундирах. Солдаты говорят, что они в 1885 году. В гарнизоне форта большинство солдат - сипаи и гуркхи. В форте еще газетные репортеры американец Джош Уайт и британец Редди (молодой и еще не известный Редьярд Киплинг).
Герои выясняют, что они из разных времен и оказались вместе в результате «сдвига времени».
Много металлических сфер, названных «Глаза», висят неподвижно в воздухе повсюду. При их рассмотрении оказывается, что их число π (отношение длины окружности к диаметру) = 3.